# Kupařovice
Kupařovice település Csehországban, a Brno-vidéki járásban. Kupařovice Jezeřany-Maršovice, Loděnice, Trboušany, Malešovice, Pravlov és Němčičky településekkel határos. Lakosainak száma 389 fő (2024. január 1.).

## Népesség
A település lakosságának változását az alábbi diagram mutatja:
| Lakosok száma | 219  | 259  | 275  | 199  | 217  | 270  | 278  | 325  | 353  | 389  |
|               | 1869 | 1900 | 1921 | 1961 | 1980 | 2011 | 2016 | 2019 | 2021 | 2024 |